# Brotherhood of Man
Brotherhood of Man ist eine britische Popgruppe, die vor allem in den 1970er Jahren erfolgreich war. Der Höhepunkt ihrer Karriere war der Sieg beim Eurovision Song Contest 1976 mit Save Your Kisses for Me. Das Lied verkaufte sich alleine in Großbritannien über eine Million Mal und ist dort bis heute der erfolgreichste Eurovisionsbeitrag überhaupt.

## Geschichte
Die Originalbesetzung von Brotherhood of Man bestand ab 1969 zunächst aus wechselnden Studiosängern und -sängerinnen, unter anderem Tony Burrows. 1970 gelang der Gruppe mit United We Stand ein erster Hit (Platz 10 in den britischen Charts und Platz 13 in den USA).
Die bis heute bekannte Besetzung aus Sandra Stevens, Nicky Stevens, Lee Sheriden und Martin Lee kam erst ein paar Jahre später zusammen. Trotz des gleichen Nachnamens sind Sandra und Nicky nicht miteinander verwandt. 1976 gewannen Brotherhood of Man mit Save Your Kisses for Me den Eurovision Song Contest. Ihr Stil war zu diesem Zeitpunkt an die schwedische Popgruppe ABBA angelehnt, die zwei Jahre zuvor den Wettbewerb für sich entscheiden konnten. Brotherhood of Man blieben im Gegensatz zu vielen anderen Eurovisionsgewinnern auch über ihren Sieg hinaus erfolgreich. Mit Angelo (1977) und Figaro (1978) landeten sie zwei weitere Nummer-eins-Hits in Großbritannien, die auch international in den Charts vertreten waren, so in Deutschland oder den Benelux-Ländern. In Großbritannien wurden sie 1982 letztmals in den Charts notiert.
Die Gruppe stand noch immer in der Besetzung der großen Erfolge Mitte der 1970er Jahre auf der Bühne, so z. B. als Gast bei der deutschen Vorentscheidung zum Eurovision Song Contest 2006 oder auf dem Mega-Event 2007 in Eschelbronn. Seit August 1979 waren Sandra Stevens und Martin Lee miteinander verheiratet. Lee starb am 29. September 2024 im Alter von 77 Jahren nach kurzer Krankheit an Herzversagen.

## Diskografie

### Studioalben
| Jahr | Titel                                   | Höchstplatzierung, Gesamtwochen, AuszeichnungChartplatzierungen (Jahr, Titel, Platzierungen, Wochen, Auszeichnungen, Anmerkungen) | Höchstplatzierung, Gesamtwochen, AuszeichnungChartplatzierungen (Jahr, Titel, Platzierungen, Wochen, Auszeichnungen, Anmerkungen) | Anmerkungen |
| Jahr | Titel                                   | UK | US | Anmerkungen |
| ---- | --------------------------------------- | --- | --- | ----------- |
| 1970 | United We Stand                         | — | US168 (8 Wo.)US |             |
| 1975 | Love and Kisses from Brotherhood of Man | UK20 Silber · (8 Wo.)UK | — |             |
| 1978 | B for Brotherhood                       | UK18 Silber · (9 Wo.)UK | — |             |
| 1980 | Sing 20 Number One Hits                 | UK14 Gold · (8 Wo.)UK | — |             |

Weitere Studioalben
- 1972: We’re the Brotherhood of Man
- 1974: Good Things Happening
- 1976: Brotherhood of Man
- 1977: Images
- 1978: Brotherhood of Man in South Africa
- 1979: Higher Than High
- 1979: Singing a Song
- 1981: 20 Love Songs
- 1981: 20 Disco Greats
- 1983: Lightning Flash

### Kompilationen
| Jahr | Titel           | Höchstplatzierung, Gesamtwochen, AuszeichnungChartplatzierungen (Jahr, Titel, Platzierungen, Wochen, Auszeichnungen, Anmerkungen) | Höchstplatzierung, Gesamtwochen, AuszeichnungChartplatzierungen (Jahr, Titel, Platzierungen, Wochen, Auszeichnungen, Anmerkungen) | Anmerkungen |
| Jahr | Titel           | UK | US | Anmerkungen |
| ---- | --------------- | --- | --- | ----------- |
| 1978 | Twenty Greatest | UK6 (15 Wo.)UK | — |             |
| 2018 | Gold            | UK29 (2 Wo.)UK | — |             |

Weitere Kompilationen
- 1973: The World of the Brotherhood of Man

### Singles
| Jahr | Titel Album                                                     | Höchstplatzierung, Gesamtwochen, AuszeichnungChartplatzierungen (Jahr, Titel, Album, Platzierungen, Wochen, Auszeichnungen, Anmerkungen) | Höchstplatzierung, Gesamtwochen, AuszeichnungChartplatzierungen (Jahr, Titel, Album, Platzierungen, Wochen, Auszeichnungen, Anmerkungen) | Höchstplatzierung, Gesamtwochen, AuszeichnungChartplatzierungen (Jahr, Titel, Album, Platzierungen, Wochen, Auszeichnungen, Anmerkungen) | Höchstplatzierung, Gesamtwochen, AuszeichnungChartplatzierungen (Jahr, Titel, Album, Platzierungen, Wochen, Auszeichnungen, Anmerkungen) | Höchstplatzierung, Gesamtwochen, AuszeichnungChartplatzierungen (Jahr, Titel, Album, Platzierungen, Wochen, Auszeichnungen, Anmerkungen) | Anmerkungen                              |
| Jahr | Titel Album                                                     | DE | AT | CH | UK | US | Anmerkungen                              |
| ---- | --------------------------------------------------------------- | --- | --- | --- | --- | --- | ---------------------------------------- |
| 1970 | United We Stand                                                 | — | — | — | UK10 (9 Wo.)UK | US13 (15 Wo.)US | Erstveröffentlichung: 23. Januar 1970    |
| 1970 | Where Are You Going to My Love United We Stand                  | — | — | — | UK22 (10 Wo.)UK | US61 (7 Wo.)US | Erstveröffentlichung: 5. Juni 1970       |
| 1971 | Reach Out Your Hand We’re the Brotherhood of Man                | — | — | — | — | US77 (3 Wo.)US | Erstveröffentlichung: 24. März 1971      |
| 1975 | Kiss Me, Kiss Your Baby Love and Kisses from Brotherhood of Man | DE26 (12 Wo.)DE | AT10 (8 Wo.)AT | — | — | — | Erstveröffentlichung: 16. Mai 1975       |
| 1976 | Save Your Kisses for Me Love and Kisses from Brotherhood of Man | DE2 (21 Wo.)DE | AT3 (16 Wo.)AT | CH2 (15 Wo.)CH | UK1 Platin · (16 Wo.)UK | US27 (10 Wo.)US | Erstveröffentlichung: 12. März 1976      |
| 1976 | My Sweet Rosalie Oh Boy! / Midnight Express                     | DE31 (11 Wo.)DE | — | — | UK30 (7 Wo.)UK | — | Erstveröffentlichung: 4. Juni 1976       |
| 1977 | Oh Boy Oh Boy! / Midnight Express                               | — | — | — | UK8 (12 Wo.)UK | — | Erstveröffentlichung: 7. Januar 1977     |
| 1977 | Angelo Images                                                   | DE14 (11 Wo.)DE | — | — | UK1 Gold · (12 Wo.)UK | — | Erstveröffentlichung: 17. Juni 1977      |
| 1978 | Figaro B for Brotherhood                                        | — | — | — | UK1 Gold · (12 Wo.)UK | — | Erstveröffentlichung: 6. Januar 1978     |
| 1978 | Beautiful Lover B for Brotherhood                               | — | — | — | UK15 (12 Wo.)UK | — | Erstveröffentlichung: 19. Mai 1978       |
| 1978 | Middle of the Night Higher Than High                            | — | — | — | UK41 (6 Wo.)UK | — | Erstveröffentlichung: 15. September 1978 |
| 1982 | Lightning Flash                                                 | — | — | — | UK67 (2 Wo.)UK | — | Erstveröffentlichung: 11. Juni 1982      |

Weitere Singles
- 1969: Love One Another
- 1970: This Boy
- 1971: You and I
- 1971: California Sunday Morning
- 1973: Happy Ever After
- 1974: Lady
- 1974: Join the Party
- 1974: When Love Catches Up on You
- 1974: Spring of 1912
- 1975: Sweet Lady from Georgia (Promo)
- 1975: Be My Lovin’ Baby
- 1976: I Give You My Love
- 1976: New-York City
- 1977: Highway Man
- 1979: Goodbye Goodbye
- 1979: Papa Louis
- 1979: Taxi (Promo)
- 1980: Sugar Mouse
- 1980: Honey Don’t Throw Our Love Away
- 1980: Will You Love Me Tomorrow
- 1982: Cry Baby Cry

## Auszeichnungen für Musikverkäufe
| Goldene Schallplatte - Frankreich - 1976: für die Single Kiss Me, Kiss Your Baby - 1976: für die Single Save Your Kisses for Me |

Anmerkung: Auszeichnungen in Ländern aus den Charttabellen bzw. Chartboxen sind in ebendiesen zu finden.
| Land/RegionAuszeichnungen für Musikverkäufe (Land/Region, Auszeichnungen, Verkäufe, Quellen) | Silber     | Gold     | Platin  | Verkäufe  | Quellen     |
| -------------------------------------------------------------------------------------------- | ---------- | -------- | ------- | --------- | ----------- |
| Frankreich (SNEP)                                                                            | —          | 2× Gold2 | —       | 1.000.000 | infodisc.fr |
| Vereinigtes Königreich (BPI)                                                                 | 2× Silber2 | 3× Gold3 | Platin1 | 2.220.000 | bpi.co.uk   |
| Insgesamt                                                                                    | 2× Silber2 | 5× Gold5 | Platin1 |           |             |